# Špela Rozin
Špela Rozin, v tujini znana pod umetniškim imenom Sheyla Rosin, slovenska filmska igralka, * 31. januar 1943, Ljubljana.

»Delala sem po vsem svetu in sem to delo v dobrih in slabih plateh do potankosti izkusila. Moji partnerji so bili veliki zvezdniki Raff Valone, Mickey Rooney, Dalida, Stewart Granger, Jane Birkin, Serge Gainsbourg, Yul Brynner, Vittorio Gassmann, Richard Harrison, Orson Welles, Gina Lollobrigida. Pa naši Boris Cavazza, Rac Polič, Bata Živojinović, Boris Dvornik, Pavle Vujisić, Milena Dravić in mnogi drugi. Gibala sem se v svetu, v katerem so blesteli Sophia Loren, Clint Eastwood, Charlton Heston, Liz Taylor, Richard Burton, Burt Lancaster, Alain Delon, Maria Callas in drugi. Najlepša igralka, kar sem jih osebno srečala, pa je zame brez konkurence Ava Gardner.«

Špela Rozin
Špela Rozin je debitirala leta 1958 v kratkem filmu Mirka Groblerja On in njegovi, v celovečernem filmu pa je prvič nastopila leta 1959 v Dobrem starem pianinu Franceta Kosmača. Do leta 1991 je odigrala štiriinštirideset vlog v celovečernih filmih, večinoma tujih in koprodukcijskih. Petkrat je nastopila v slovenskih celovečernih filmih in ob tem igrala tudi v nadaljevankah. Po dolgih letih se je vrnila na velika platna z vlogo Lidije v Lapajnetovem filmu Osebna prtljaga in prejela zanjo posebno priznanje na 12. Festivalu slovenskega filma 2009. Velja za drugo slovensko profesionalno filmsko igralko po Iti Rini. Leta 2012 ji je bila v Muzeju slovenskih filmskih igralcev v Divači, v rojstni hiši Ite Rine, posvečena tradicionalna prireditev Poklon. Novembra 2018 ji je Društvo slovenskih filmskih režiserjev podelilo nagrado bert, Društvo slovenskih avdiovizualnih igralcev pa leta 2023 nagrado ita rina za življenjsko delo.

## Vloge
- Dobri stari pianino (1959)
- Nočni izlet (1961)
- Bitka na Neretvi (1969)
- Osebna prtljaga (2009)